# Bartodzieje Dwór
Bartodzieje Dwór – historyczna część miasta Radomska położona na północ od centrum, w rejonie ul. Młodzowskiej. Do 1954 samodzielna miejscowość.

## Historia
Bartodzieje Dwór to dawna kolonia. Do 1954 należały do gminy Radomsk (Noworadomsk) w powiecie radomszczańskim (1867–1922 pn. noworadomski), początkowo w guberni piotrkowskiej, a od 1919 w woj. łódzkim. Tam 2 listopada 1933 utworzyły gromadę o nazwie Bartodzieje Dwór w gminie Radomsk.
Podczas II wojny światowej Bartodzieje Dwór włączono do Generalnego Gubernatorstwa (dystrykt radomski, Landkreis Radomsko, gmina Radomsko). W 1943 roku liczba mieszkańców wynosiła 247 mieszkańców. Po wojnie w województwie łódzkim, jako jedna z 16 gromad gminy Radomsko w powiecie radomszczańskim.
4 października 1954, w związku z reformą znoszącą gminy, gromadę Bartodzieje Dwór włączono do Radomska.